# Populus xiaohei
Populus xiaohei är en videväxtart som beskrevs av T.S. Hwang och Liang. Populus xiaohei ingår i släktet popplar, och familjen videväxter. Inga underarter finns listade i Catalogue of Life.